# Женґново
Женґново (пол. Rzęgnowo) — село в Польщі, у гміні Дзежґово Млавського повіту Мазовецького воєводства.
Населення — 334 особи (2011).
У 1975-1998 роках село належало до Цехановського воєводства.

## Демографія
Демографічна структура станом на 31 березня 2011 року:
|          | Загалом | Допрацездатний вік | Працездатний вік | Постпрацездатний вік |
| -------- | ------- | ------------------ | ---------------- | -------------------- |
| Чоловіки | 169     | 41                 | 106              | 22                   |
| Жінки    | 165     | 33                 | 87               | 45                   |
| Разом    | 334     | 74                 | 193              | 67                   |